# Región de Bijeljina
La Región de Bijeljina es una de las siete regiones de la República Srpska, una de las entidades que forman Bosnia y Herzegovina. El centro administrativo de la región es Bijeljina.
Incluye la región histórica de Semberija y está localizada al noreste del país.

## Lista de Municipios
1. Bijeljina
2. Lopare
3. Ugljevik

- Datos: Q957111
- Multimedia: Bijeljina Region / Q957111